# 方範
方範（1544年—？），字循道，号斗槎，直隸蘇州府崑山縣人，民籍，明朝政治人物、進士出身。

## 生平
嘉靖四十三年（1564年）甲子科應天府鄉試第二十七名，會試第二百二十四名，萬曆二年（1574年）登甲戌科進士第三甲第二百二十四名。四年同考順天府鄉試。十一年任貴州铜仁府知府。

## 家族
曾祖父方盛，曾任壽官；祖父方麟，曾任禮部主事；父方鳳，正德進士，曾任湖廣按察司僉事進階朝列大夫。嫡母范氏（封孺人）；生母張氏（1517年-1567年）。永感下。兄方策（光禄寺署丞）、方筑（順天府推官）。